# U Fleků
U Fleků (pol. Pod Flekami) – najsłynniejszy i najstarszy browar restauracyjny w Pradze. 

## Historia
Piwiarnia znajduje się w dzielnicy Nowe Miasto, przy ulicy Křemencova 11. Browar założył Vít Skřemenec - słodownik, który w 1499 zakupił dom i zaczął warzyć w nim piwo. W 1762 browar przejął Jakub Flekovský, od którego pochodzi obecna nazwa piwiarni. Obecnie piwiarnię prowadzi rodzina Brtnik.

Pisarz Vilém Mrštík w powieści Santa Lucia z 1893 napisał o lokalu:
Flekowcy – jedna rodzina, tutaj jeden drugiego wspiera. Tu siedzi Praga, tu urzęduje cały czeski naród. Czego się nie rozwikła tutaj, tego nie rozwikła się nigdzie – ani w parlamencie, ani wojną. Nigdzie, nigdzie, nigdzie!
Browar U Fleků warzy tylko jedno piwo niefiltrowany Flekovský Tmavý Ležák 13° - ciemny mocny lager o zawartości ekstraktu 13%, kremowo-kawowym aromacie z wyraźnym smakiem chmielu. Do 1843 browar warzył jedynie ciemne piwo metodą górnej fermentacji, jednakże wraz z rozwojem technologii i mody na piwa dolnej fermentacji piwiarnia przestawiła się na piwo typu ciemny lager. W 1986 browar przeszedł modernizację. Wymienione wówczas stare kadzie i dębowe zbiorniki fermentacyjne można obecnie oglądać w założonym w 1998 z okazji 500-lecia browaru niewielkim muzeum. Browar wraz z restauracją był na przestrzeni wieków rozbudowywany i obecnie obejmuje 8 sal (Staročeská, Velký sál, Kufr, Akademie, Rytířský sál zwana też Emauzy, Jitrnice, Václavka i Chmelnice) mogących pomieścić ponad 600 gości oraz obszerny ogród na 500 miejsc. Publicysta Mariusz Szczygieł tak recenzował piwo z Fleků w swojej książce Osobisty przewodnik po Pradze z 2020:
Będą utrzymywać, że jest mocne i wyjątkowe. W rzeczywistości jest słabe, bez smaku i charakteru. Typowy prażanin do Fleků by nie poszedł. Od lat chodzą tam wyłącznie turyści. Nie są świadomi, że kelnerzy potrafią dopisać do rachunku nawet datę urodzenia.

## Galeria obrazów

U Fleků
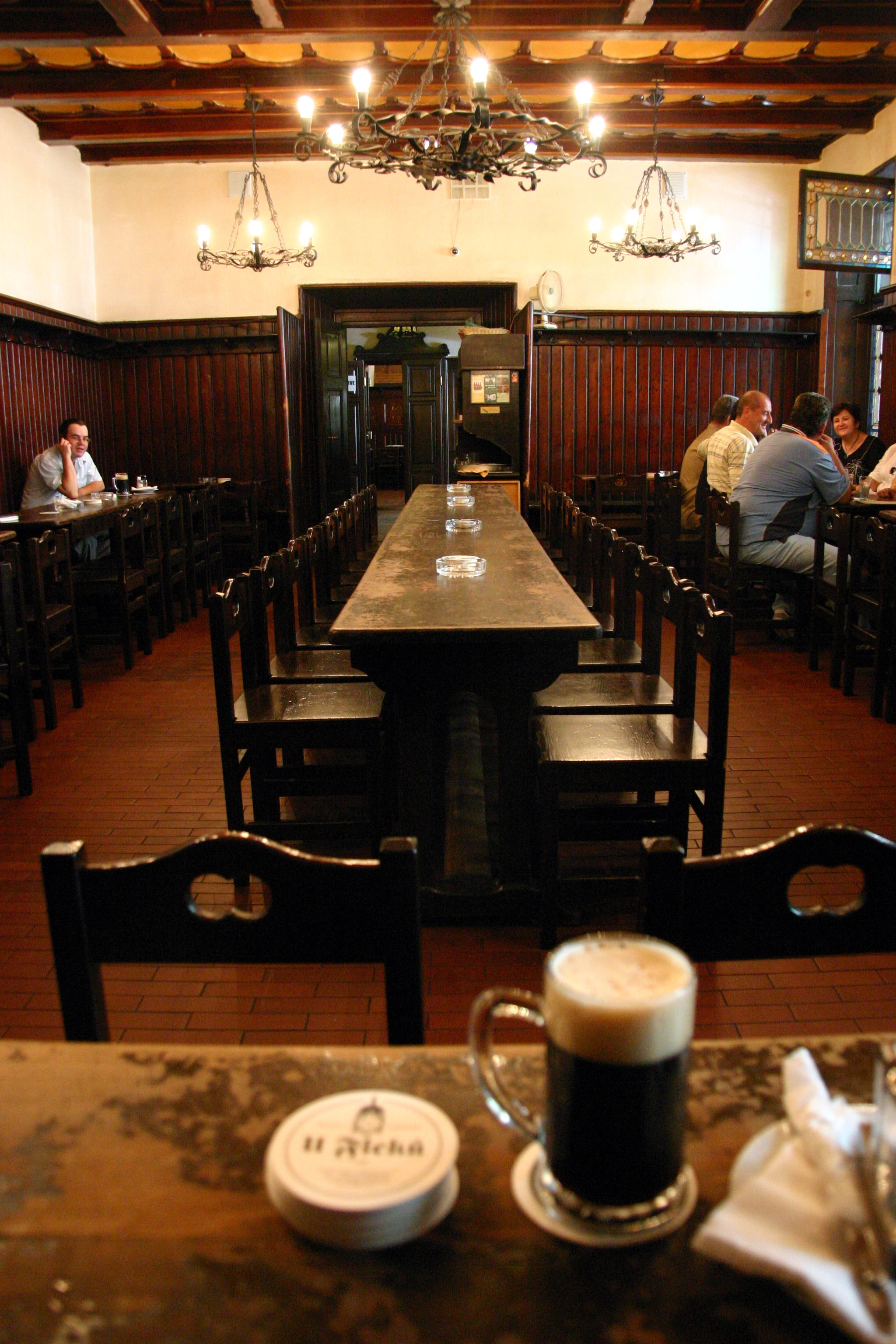
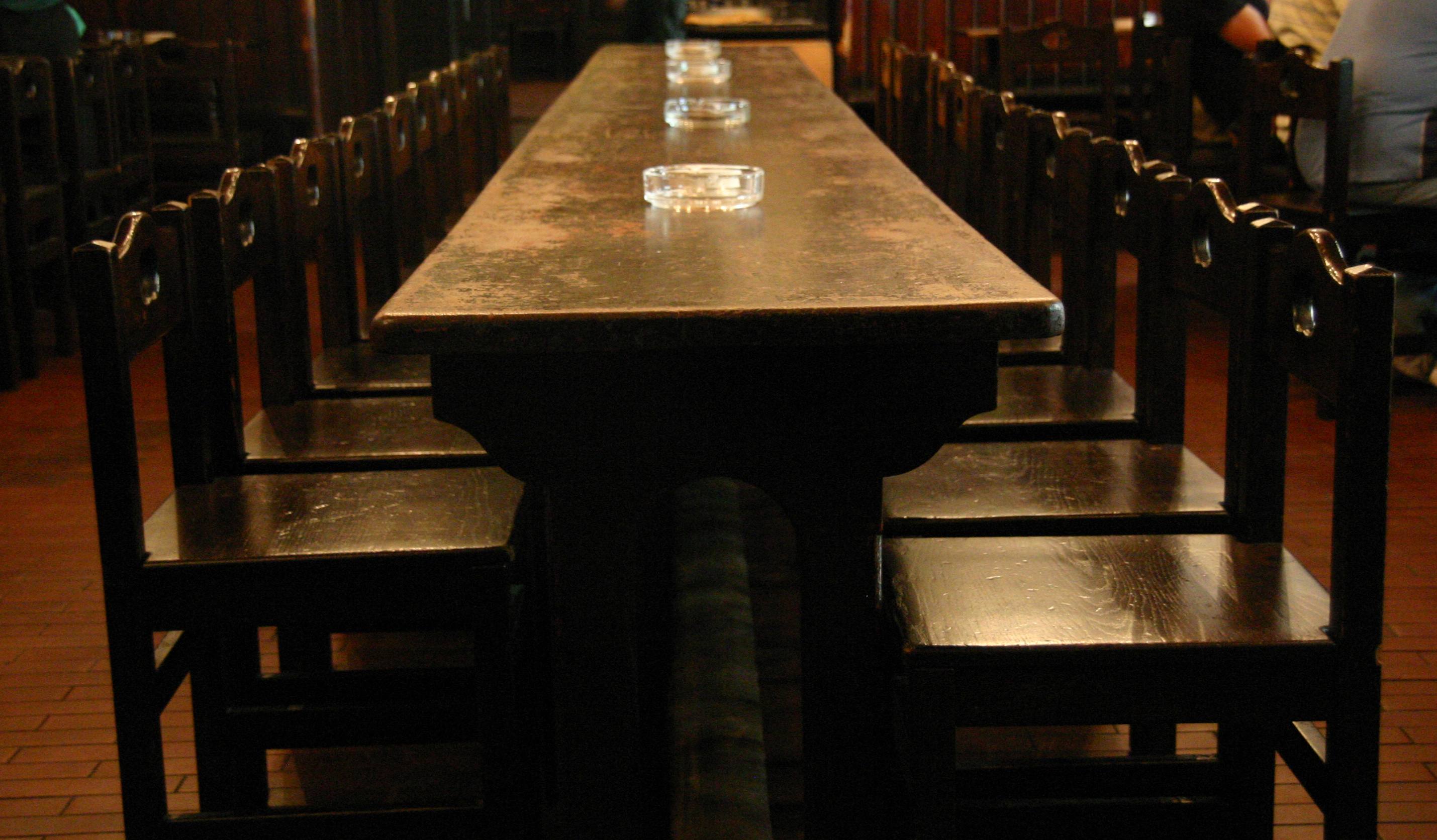
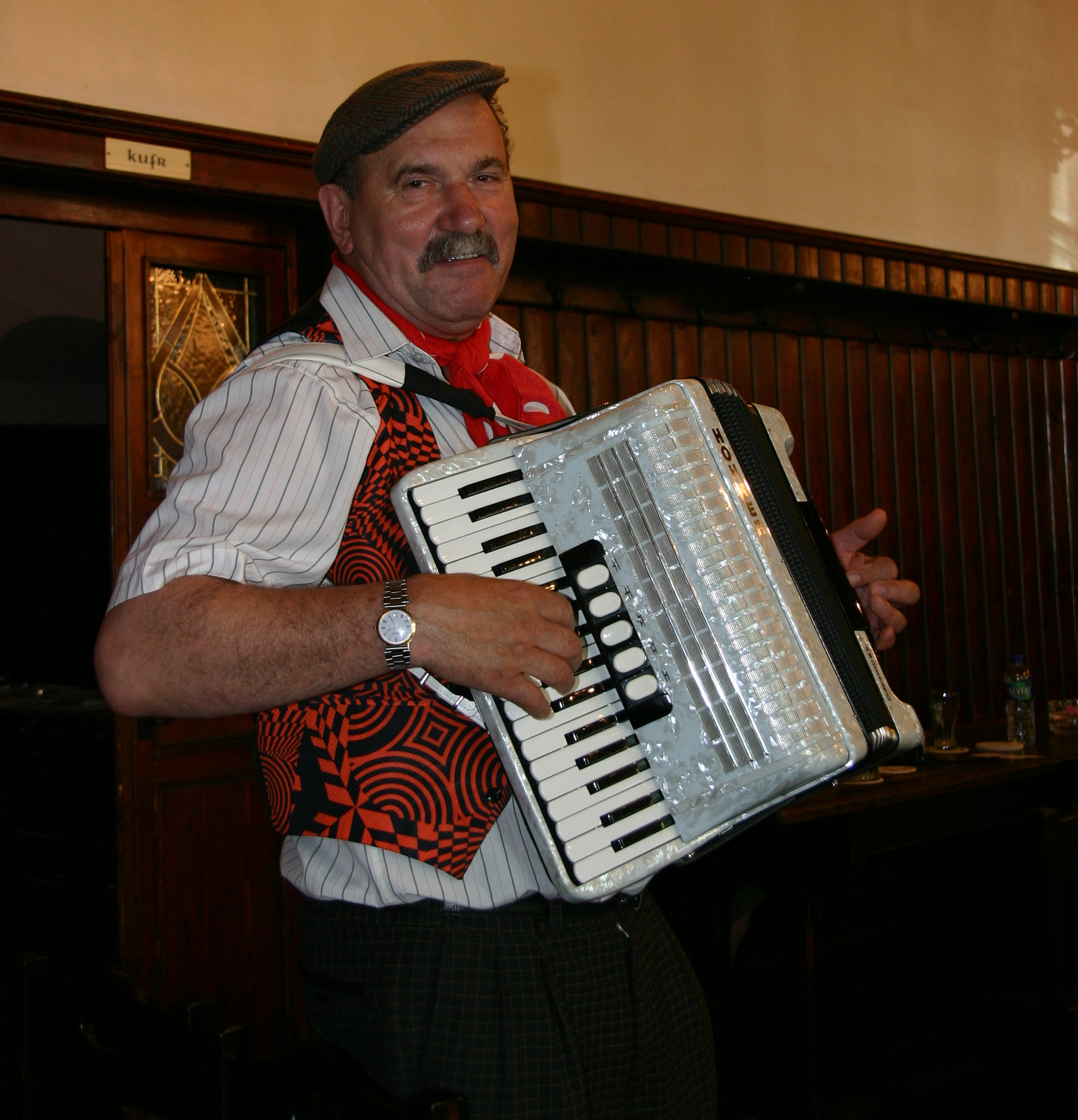
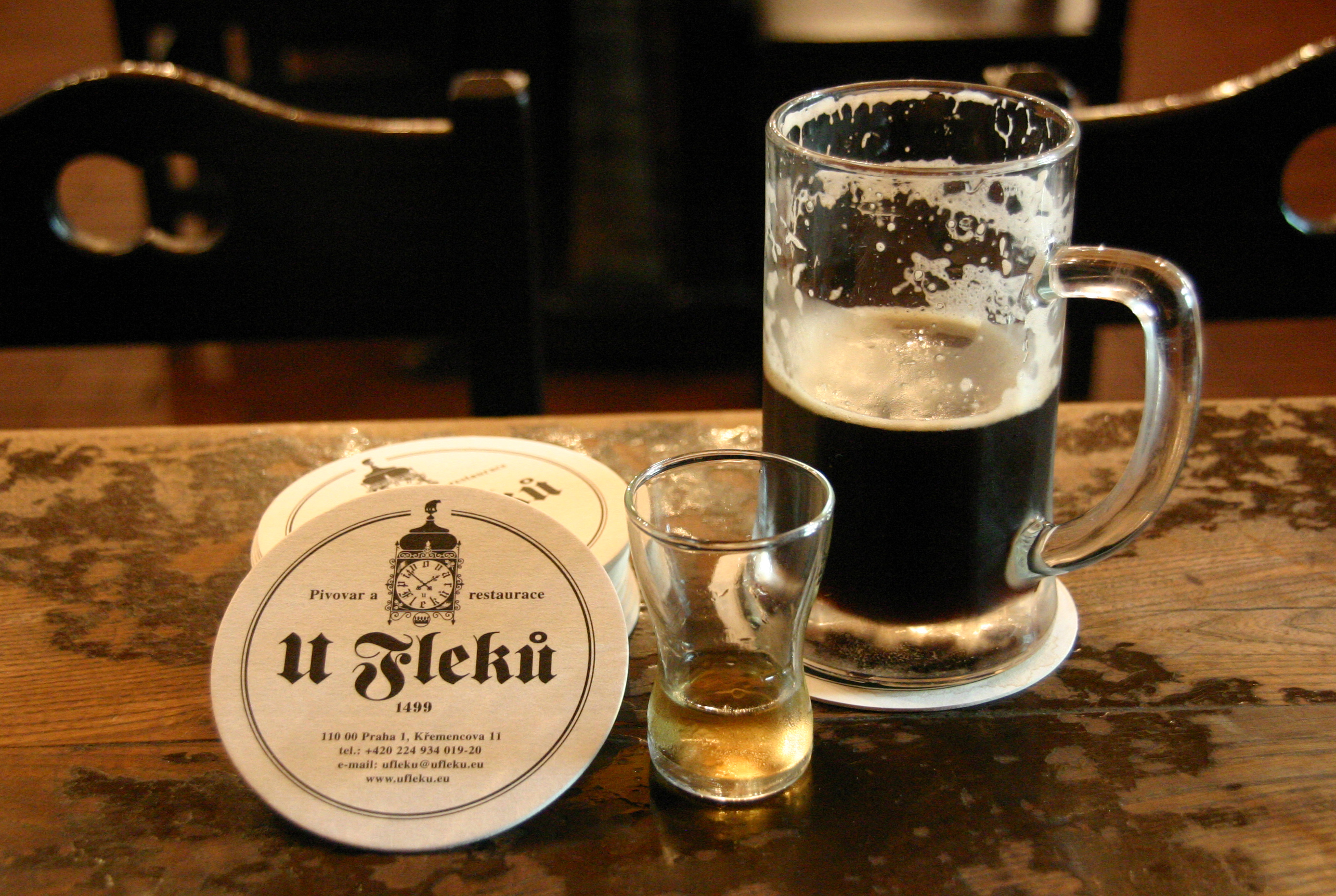
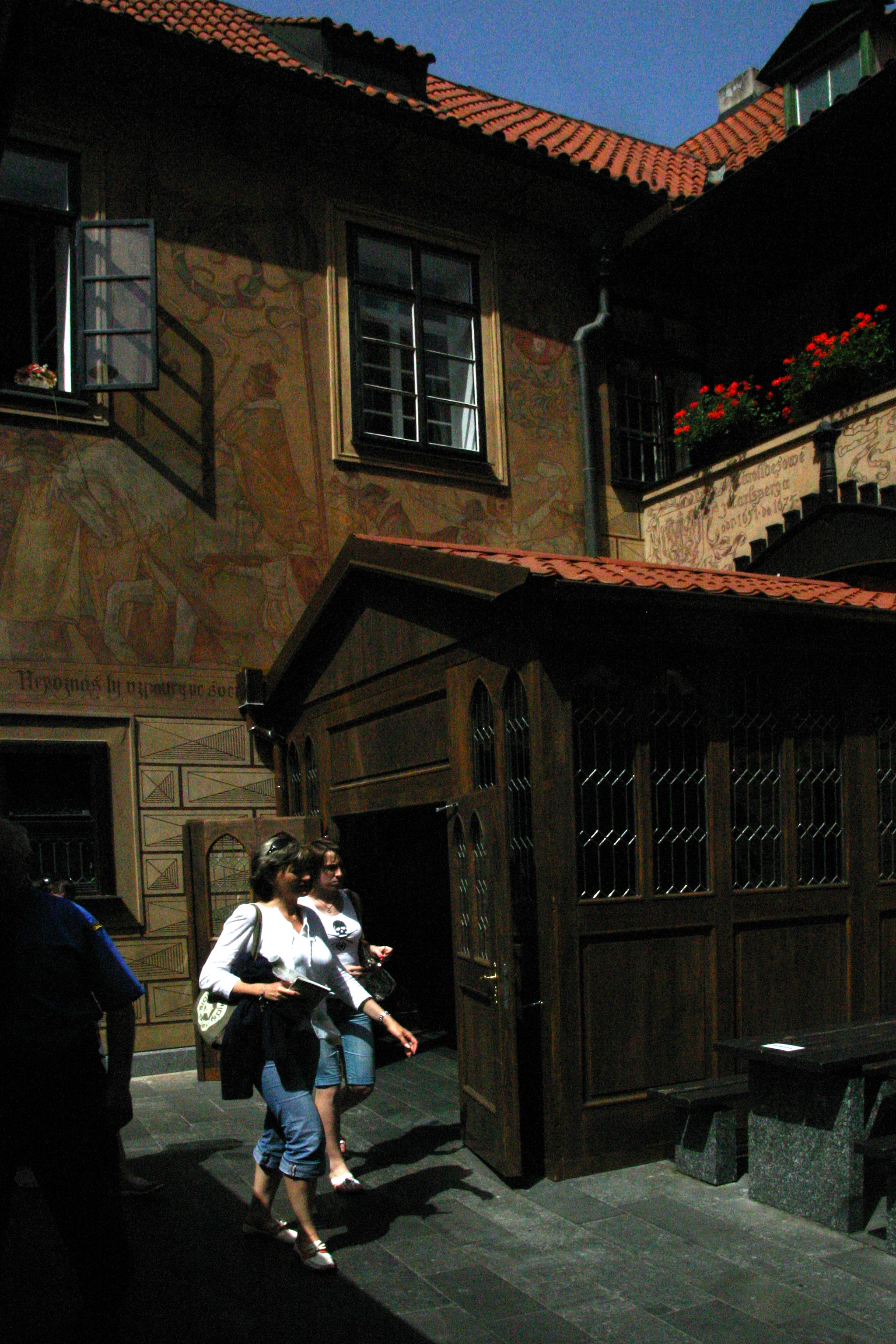
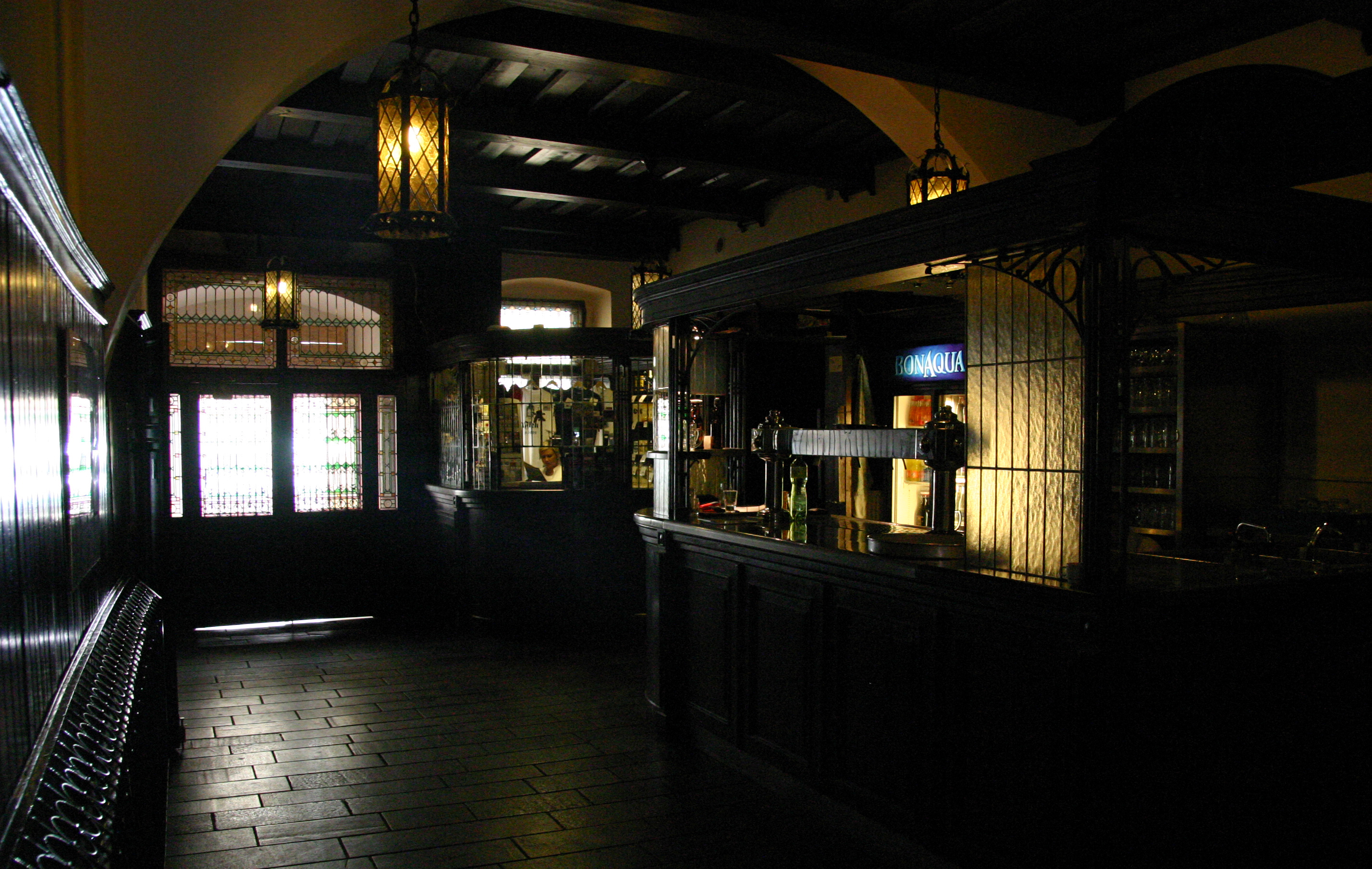
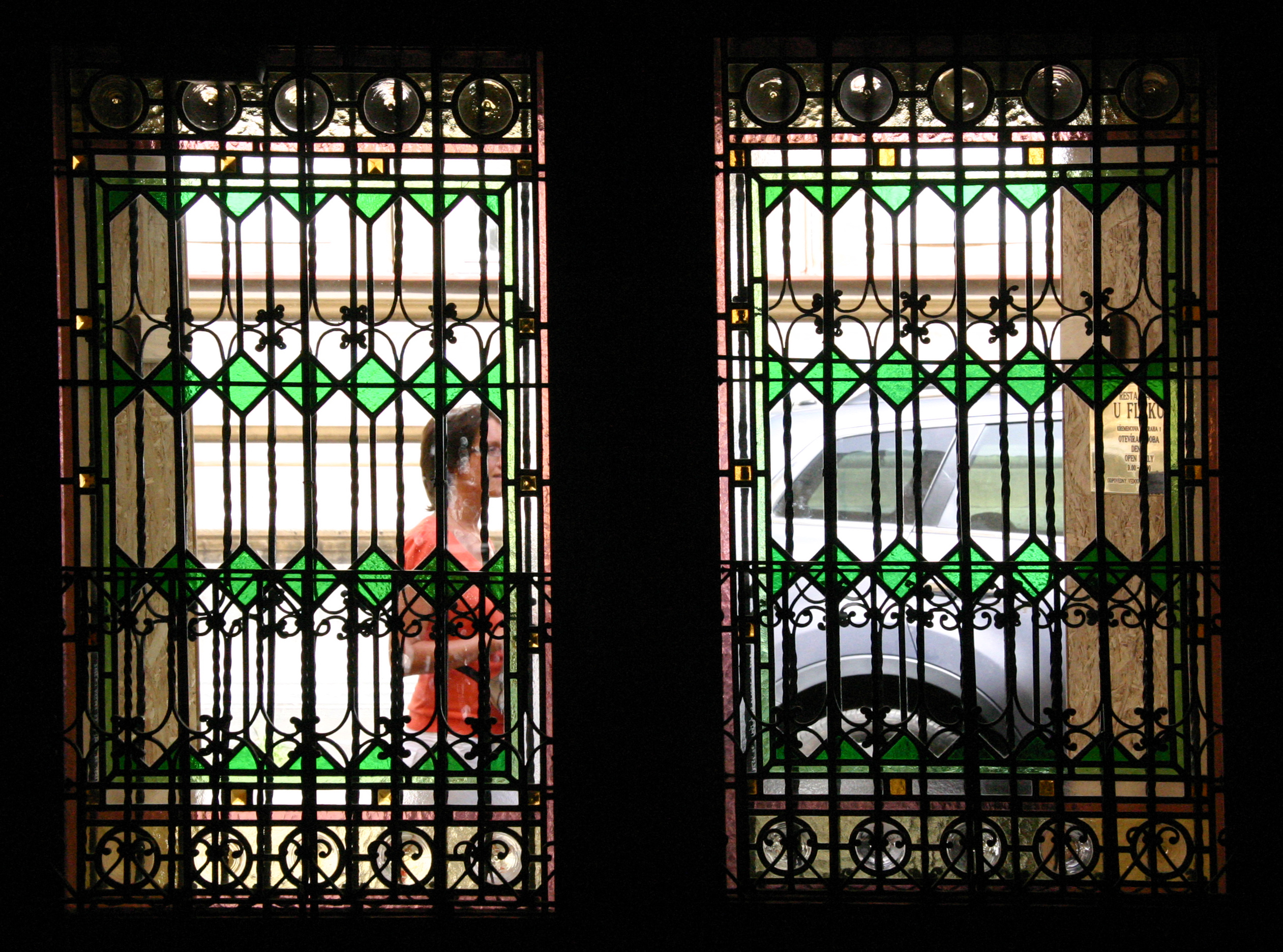